# MIBA
MIBA (abbreviazione di Miniaturbahnen, letteralmente: "Ferrovie in miniatura") è una rivista tedesca dedicata al modellismo ferroviario, fondata nel 1948. Oltre ai numeri ordinari, che escono con cadenza mensile, sono pubblicati quattro volte all'anno dei numeri speciali monografici, dedicati a singoli temi del mondo del modelismo ferroviario. Le novità del mercato vengono pubblicate annualmente in un numero speciale che esce in occasione della Fiera del giocattolo di Norimberga.

## Storia
La rivista MIBA venne fondata da Werner Walter Weinstötter. Egli, insieme a Heinz Bingel e Joachim Kleinknecht, fece uscire il primo numero della rivista, allora denominata "Miniaturbahnen", nell'estate del 1948. Il primo numero, in formato A5, fu stampato in 7 000 copie e costava 1,50 marchi. Fino a quando Weinstötter, nel 1949, ottenne una licenza di editore, la rivista fu edita dalla casa editrice Frauenwelt di Norimberga. Weinstötter guidò la casa editrice fino al 1983. Dal 1996 la casa editrice MIBA-Verlag appartiene al gruppo editoriale WAZ. Nel 2001 il MIBA-Verlag venne fusa con la Hermann-Merker-Verlag (editrice della rivista Eisenbahn-Journal) creando la Verlagsgruppe Bahn.